# Кобилочка співоча

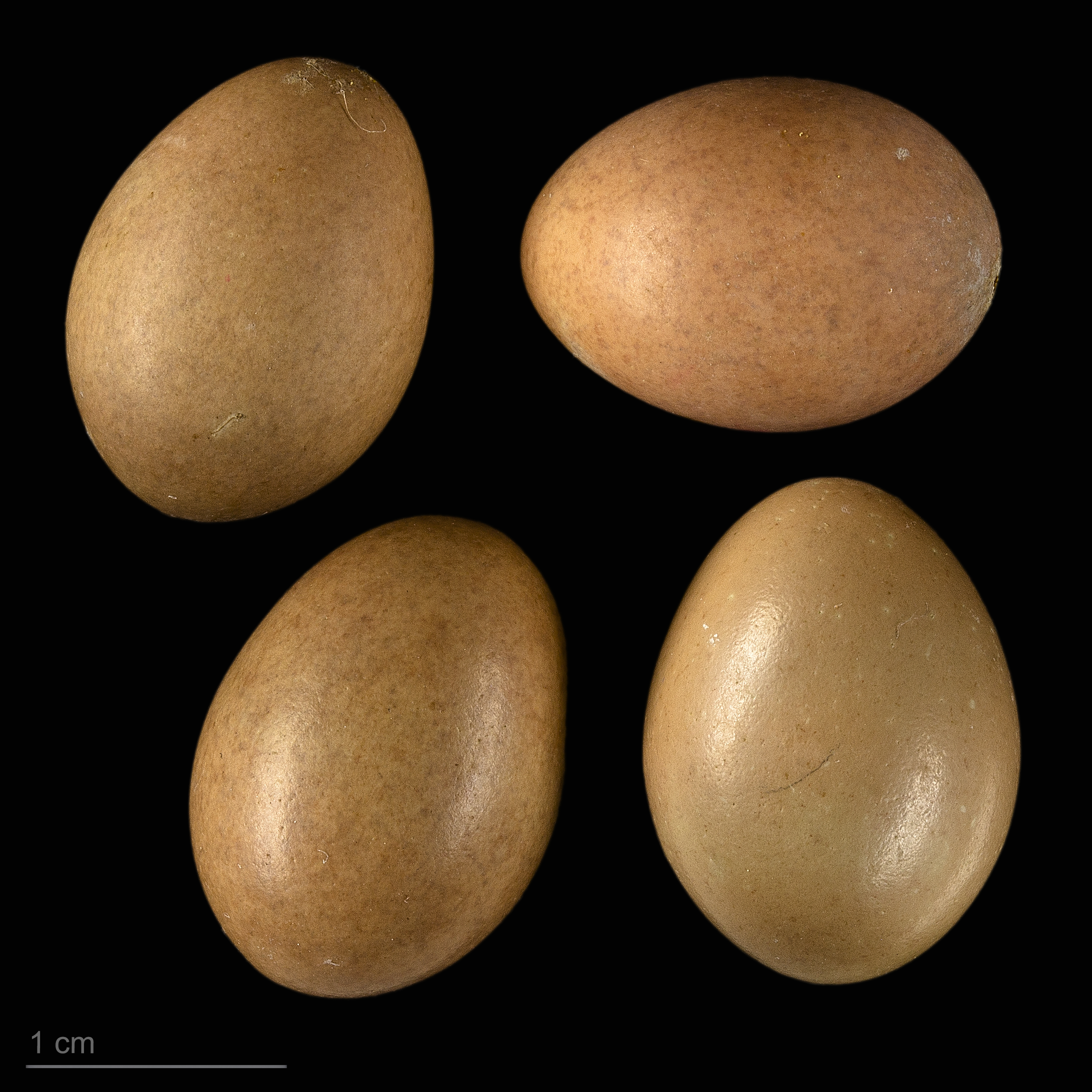
яйце Locustella certhiola - Тулузький музей

Коби́лочка співоча (Helopsaltes certhiola) — вид горобцеподібних птахів родини кобилочкових (Locustellidae). Мешкає в Азії.

## Опис
Довжина птаха становить 12—16 см, довжина крила 6—7 см, вага 18 г. Виду не притаманний статевий диморфізм. Верхня частина тіла коричнева, поцяткована світлими смужками, крила і надхвістя рудувато-коричневі, поцятковані широкими темними смугами. Над очима білі «брови». Нижня частина тіла сірувато-біла. У молодих птахів груди жовтуваті, поцятковані темними смужками. Дзьоб чорний, лапи тілесного кольору. Спів багатий на різноманітні трелі.

## Підвиди
Виділяють п'ять підвидів:
- H. c. certhiola (Pallas, 1811) — Забайкалля, Східна Монголія, південно-західний Китай;
- H. c. sparsimstriatus (Meise, 1934) — Південно-Західний і Південний Сибір;
- H. c. centralasiae (Sushkin, 1925) — від Східного Казахстану і Північно-Східного Киргизстану до Сіньцзяну;
- H. c. rubescens (Blyth, 1845) — Північний Сибір;
- H. c. minor (David, A & Oustalet, 1877) — Приамур'я і Маньчжурія.

## Поширення і екологія
Співочі кобилочки гніздяться на сході Центральної Азії, в Сибіру і в Північно-Східній Азії. Зимують на сході Індії, в Бангладеш, на заході Індокитаю, іноді на Шрі-Ланці та на Великих Зондських островах. Бродячі особини спостерігалися в Європі, зокрема в Бельгії, Нідерландах, Великій Британії, Ірландії і Польщі. Міграція у вирій починається в серпні і продовжується до середини вересня. Додому співочі кобилочки повертаються в середині травня. До місць гніздування в Сибіру птахи прибувають в кінці травня-на початку червня.
Співочі кобилочки живуть на болотах, заплавних луках, порослих високою травою і в чагарникових заростях на узліссях. Зимують на рисових полях і в очеретяних заростях. Зустрічаються на висоті до 1900 м над рівнем моря.

## Поведінка
Співочі кобилочки живляться комахами та іншими безхребетними. Гніздо розміщується близько до землі, в густій траві. В кладці від 4 до 6 білих або рожевуватих яєць, поцяткованих темними плямками.